# Claire Vernet
Claire Vernet, née Chantal Pauline Françoise Andrée Versavaud le 12 août 1945 à Paris 9e, est une actrice française de théâtre et de cinéma, sociétaire honoraire de la Comédie-Française.

## Biographie
Formée au Conservatoire dans la classe de Louis Seigner, elle obtient le Premier prix du Conservatoire National d'Art Dramatique en Comédie classique et Premier accessit en Comédie moderne (promotion 1964).
Élève stagiaire en 1962 et 1963, elle signe son contrat de pensionnaire à la Comédie-Française en 1964, et devient la 453e sociétaire en 1975. Elle en est sociétaire honoraire depuis 2002.
Elle est officier dans l'ordre des Arts et des Lettres, chevalier de l'ordre National du Mérite et chevalier de la Légion d'honneur.
Elle est veuve de Jean Lanzi, avec qui elle s'était fixée à Aigues-Mortes.

## Filmographie

### Cinéma
- 1972 : Faustine et le bel été de Nina Companeez
- 1977 : La Vie parisienne de Christian-Jaque
- 1985 : À nous les garçons de Michel Lang
- 2007 : La Déchirure court métrage de Mikael Buch
- 2010 : Le Refuge de François Ozon
- 2010 : Rondo de Olivier van Malderghem

### Télévision
- 1965 : Gaspard des montagnes, mini-série de Jean-Pierre Decourt : Pauline Grange
- 1966 : La Fille du Régent
- 1967 : Au théâtre ce soir : Domino de Marcel Achard, mise en scène Jean Piat, réalisation Pierre Sabbagh, Théâtre Marigny
- 1968 : Le Chien du jardinier de Lope de Vega, réalisation Edmond Tyborowsky, Comédie-Française
- 1971 : Au théâtre ce soir : Colinette de Marcel Achard, mise en scène Pierre Mondy, réalisation Pierre Sabbagh, Théâtre Marigny
- 1972 : Électre de Jean Giraudoux, mise en scène et réalisation Pierre Dux,  Comédie-Française
- 1973 : Au théâtre ce soir : Les Amants novices de Jean Bernard-Luc, mise en scène Jacques Charon, réalisation Georges Folgoas, Théâtre Marigny
- 1974 : Au théâtre ce soir : Sincèrement de Michel Duran, mise en scène Christian Alers, réalisation Georges Folgoas, Théâtre Marigny
- 1978 : Joséphine ou la Comédie des ambitions
- 1979 : Au théâtre ce soir : Mon crime de Louis Verneuil & Georges Berr, mise en scène Robert Manuel, réalisation Pierre Sabbagh, Théâtre Marigny
- 1984 : Billet doux
- 1980 : Sam et Sally de Joël Santoni, épisode : La Malle : Barbara
- 2006 : Le Réveillon des bonnes
- 2007 : Le Fantôme de mon ex
- 2008 : Plus belle la vie (Feuilleton télévisé, saison 4) : Corinne Boissière

## Théâtre

### Comédie-Française
- Entrée à la Comédie-Française le 1er septembre 1964
- 453e Sociétaire le 1er janvier 1975
- Sociétaire honoraire en 2002

- 1963 : La Foire aux sentiments de Roger Ferdinand, mise en scène Raymond Gérôme, Comédie-Française
- 1964: Donogoo de Jules Romains, mise en scène Jean Meyer, Comédie-Française
- 1966 : Le Mariage forcé de Molière, mise en scène Jacques Charon, Comédie-Française
- 1966 : Le Jeu de l'amour et de la mort de Romain Rolland, mise en scène Jean Marchat, Comédie-Française
- 1967 : Domino de Marcel Achard, mise en scène Jean Meyer, Comédie-Française
- 1967 : Dom Juan de Molière, mise en scène Antoine Bourseiller, Comédie-Française
- 1968 : Le Joueur de Jean-François Regnard, mise en scène Jean Piat, Comédie-Française

- 1970 : Le Songe d'August Strindberg, mise en scène Raymond Rouleau, Comédie-Française
- 1971 : Les Femmes savantes de Molière, mise en scène Jean Piat, Comédie-Française
- 1972 : Volpone de Jules Romains et Stefan Zweig, mise en scène Gérard Vergez, Comédie-Française au théâtre national de l'Odéon
- 1972 : Le Bourgeois gentilhomme de Molière, mise en scène Jean-Louis Barrault, Comédie-Française
- 1972 : Le Rôdeur de Jean-Claude Brisville, mise en scène Roland Monod, Comédie-Française au Petit Odéon
- 1973 : L'Impromptu de Versailles de Molière, mise en scène Pierre Dux, Comédie-Française
- 1973 : Les Femmes savantes de Molière, mise en scène Jean Piat, Comédie-Française
- 1973 : On ne saurait penser à tout d'Alfred de Musset, mise en scène Jean-Laurent Cochet, Comédie-Française
- 1973 : Les Fourberies de Scapin de Molière, mise en scène Jacques Échantillon, Comédie-Française, tournée en France, Festival de Bellac, Théâtre des Champs-Élysées
- 1973 : Le Malade imaginaire de Molière, mise en scène Jean-Laurent Cochet, Comédie-Française
- 1973 : La Station Champbaudet d'Eugène Labiche et Marc-Michel, mise en scène Jean-Laurent Cochet, Comédie-Française
- 1974 : L'Impromptu de Marigny de Jean Poiret, mise en scène Jacques Charon, Comédie-Française
- 1975 : L'Île de la raison de Marivaux, mise en scène Jean-Louis Thamin, Comédie-Française au Théâtre Marigny
- 1975 : Monsieur Le Trouhadec saisi par la débauche de Jules Romains, mise en scène Michel Etcheverry, Comédie-Française
- 1975 : La Jalousie du barbouillé de Molière, mise en scène Alain Pralon, Comédie-Française, tournée en France
- 1975 : Le Plus Heureux des trois d'Eugène Labiche et Edmond Gondinet, mise en scène Jacques Charon, Comédie-Française au Théâtre Marigny
- 1976 : Cyrano de Bergerac d'Edmond Rostand, mise en scène Jean-Paul Roussillon
- 1977 : La Jalousie du barbouillé de Molière, mise en scène Alain Pralon, Comédie-Française
- 1977 : Le Mariage de Figaro de Beaumarchais, mise en scène Jacques Rosner, Comédie-Française
- 1978 : Les Fourberies de Scapin de Molière, mise en scène Jacques Échantillon, Comédie-Française

- 1980 : Simul et singulis, Soirée littéraire consacrée au Tricentenaire de la Comédie-Française, mise en scène Simon Eine, Comédie-Française
- 1980 : Simul et singulis, Soirée littéraire consacrée au Tricentenaire de la Comédie-Française, mise en scène Alain Pralon, Comédie-Française
- 1980 : Simul et singulis, Soirée littéraire consacrée au Tricentenaire de la Comédie-Française, mise en scène Jacques Destoop, Comédie-Française
- 1981 : Sertorius de Corneille, mise en scène Jean-Pierre Miquel, Comédie-Française Salle Richelieu
- 1981 : La Dame de chez Maxim de Georges Feydeau, mise en scène Jean-Paul Roussillon, Comédie-Française
- 1982 : Yvonne, princesse de Bourgogne de Witold Gombrowicz, mise en scène Jacques Rosner, Théâtre national de l'Odéon
- 1986 : Le Songe d'une nuit d'été de William Shakespeare, mise en scène Jorge Lavelli, Comédie-Française

- 1990 : Le Misanthrope de Molière, mise en scène Simon Eine, tournée
- 1990 : L'Émission de télévision de Michel Vinaver, mise en scène Jacques Lassalle, Comédie-Française au Théâtre national de l'Odéon, Théâtre national de Strasbourg
- 1991 : Le Malade imaginaire de Molière, mise en scène Gildas Bourdet, Comédie-Française
- 1992 : La serva amorosa de Carlo Goldoni, mise en scène Jacques Lassalle, Comédie-Française
- 1993 : Le Canard sauvage de Henrik Ibsen, mise en scène Alain Françon, Comédie-Française
- 1995 : Occupe-toi d'Amélie de Georges Feydeau, mise en scène Roger Planchon, Comédie-Française Salle Richelieu
- 1995 : La Double Inconstance de Marivaux, mise en scène Jean-Pierre Miquel, Comédie-Française
- 1995 : L'Échange de Paul Claudel, mise en scène Jean Dautremay, Comédie-Française
- 1998 : Arcadia de Tom Stoppard, mise en scène Philippe Adrien, Théâtre du Vieux Colombier
- 1998 : Les Femmes savantes de Molière, mise en scène Simon Eine, Comédie-Française
- 1999 : Le Revizor de Nicolas Gogol, mise en scène Jean-Louis Benoît, Comédie-Française

- 2000 : Amorphe d'Ottenburg de Jean-Claude Grumberg, mise en scène Jean-Michel Ribes, Comédie-Française
- 2000 : Arcadia de Tom Stoppard, mise en scène Philippe Adrien, Théâtre du Vieux-Colombier
- 2002 : Courteline au Grand-Guignol d'après Un client sérieux de Georges Courteline, mise en scène Nicolas Lormeau, Studio-Théâtre
- 2007 : Les Temps difficiles d'Édouard Bourdet, mise en scène Jean-Claude Berutti, Théâtre du Vieux Colombier

### Hors Comédie-Française
- 1987 : C'était hier d'Harold Pinter, mise en scène Jean-Pierre Miquel, Petit Montparnasse
- 2003 : Le Nouveau Testament de Sacha Guitry, mise en scène Bernard Murat
- 2005 : Le Mariage de Barillon de Georges Feydeau, mise en scène Jacques Échantillon, Théâtre du Palais Royal
- 2009 : Vie privée de Philip Barry, mise en scène Pierre Laville, Théâtre Antoine

## Distinctions
- Chevalière de la Légion d'honneur
- Chevalière de l'ordre national du Mérite
- Officière de l'ordre des Arts et des Lettres